# ایکدا توموماسا
ایکدا توموماسا ((به ژاپنی: 池田知正)، آراکی کیوزائمون (به ژاپنی: 荒木久左衛門)؛ ۱۵۵۵ – ۱۷ آوریل ۱۶۰۴)، یک دایمیو اهل ژاپن در دوره آزوچی–مومویاما و دوره ادو بود. وی در ولایت ستسو امروزه استان اوساکا، شهر ایباراکی متولد شد. وی پسر ایکدا کاتسوماسا رهبر خاندان ایکدا بود. از زمانی که اودا نوبوناگا به کیوتو وارد شد این خاندان به خدمت نوبوناگا درآمد.
پس از مدتی در خاندان ایکدا دو دستگی پیش‌آمد و ایکدا کاتسوماسا، توسط پسرش توموماسا و آراکی موراشیگه که به خاندان ایکدا خدمت می‌کرد، از رهبری خاندان کنار گذاشته شد و بجای وی ایکدا توموماسا رهبر خاندان شد. پس از این نزاع خانوادگی، برای مدتی این خاندان وارد دشمنی و جنگ با نوبوناگا شد.